# Ernest Claes
Andreas Ernestus Josephus (Ernest) Claes, né à Zichem, près de la ville de Diest, le 24 octobre 1885 et mort le 2 septembre 1968 à Ixelles, est un écrivain belge d'expression néerlandaise. Aussi connu sous le pseudonyme de G. van Hasselt.

## Biographie
Il est surtout connu pour son roman picaresque De Witte (1920), traduit sous le titre de Filasse par Lode Roelands (Paris-Louvain, Éditions Rex, 1935), une histoire que l’on peut rapprocher de celle de Poil de carotte, adaptée au cinéma par Jan Vanderheyden en 1934 et Robbe De Hert en 1980. 
À côté de ce roman à caractère autobiographique, on trouve également des œuvres où il décrit les animaux telles que Herman Coene (1925-1930), Kiki (1925) et Floere het Fluwijn (1950).
Il évoque la Première Guerre mondiale dans Namen 1914. Prisonnier lors de l'attaque des forts de Namur, il raconte son séjour au lazaret établi dans le couvent des sœurs de la Providence à Champion, son passage à l'ambulance du Collège des Jésuites à Namur, puis enfin à la prison, avant son départ en Allemagne.
De style plutôt humoristique, il décrit son pays et les gens de manière parfois crue. Né dans une famille de paysans, il étudia l'allemand et travailla en tant que journaliste puis fonctionnaire.
Politiquement, Claes était un flamand convaincu et soutint la Ligue nationale flamande, le mouvement unitaire nationaliste (VNV), qui sera impliquée dans la collaboration. Cela lui fut plus tard reproché et il se retrouva à cause de cela trois mois à la prison de Saint Gilles près de Bruxelles. Il fut cependant acquitté et put à nouveau jouir de ses droits de citoyen.
Son épouse, Stephanie Vetter, était également une écrivaine.